# 野青茅黑粉菌
野青茅黑粉菌（学名：Ustilago deyeuxiae）是属于黑粉菌目黑粉菌科黑粉菌属的一种真菌，寄生在野青茅上。该种分布于中国。